# 후안 카를로스 벨리도

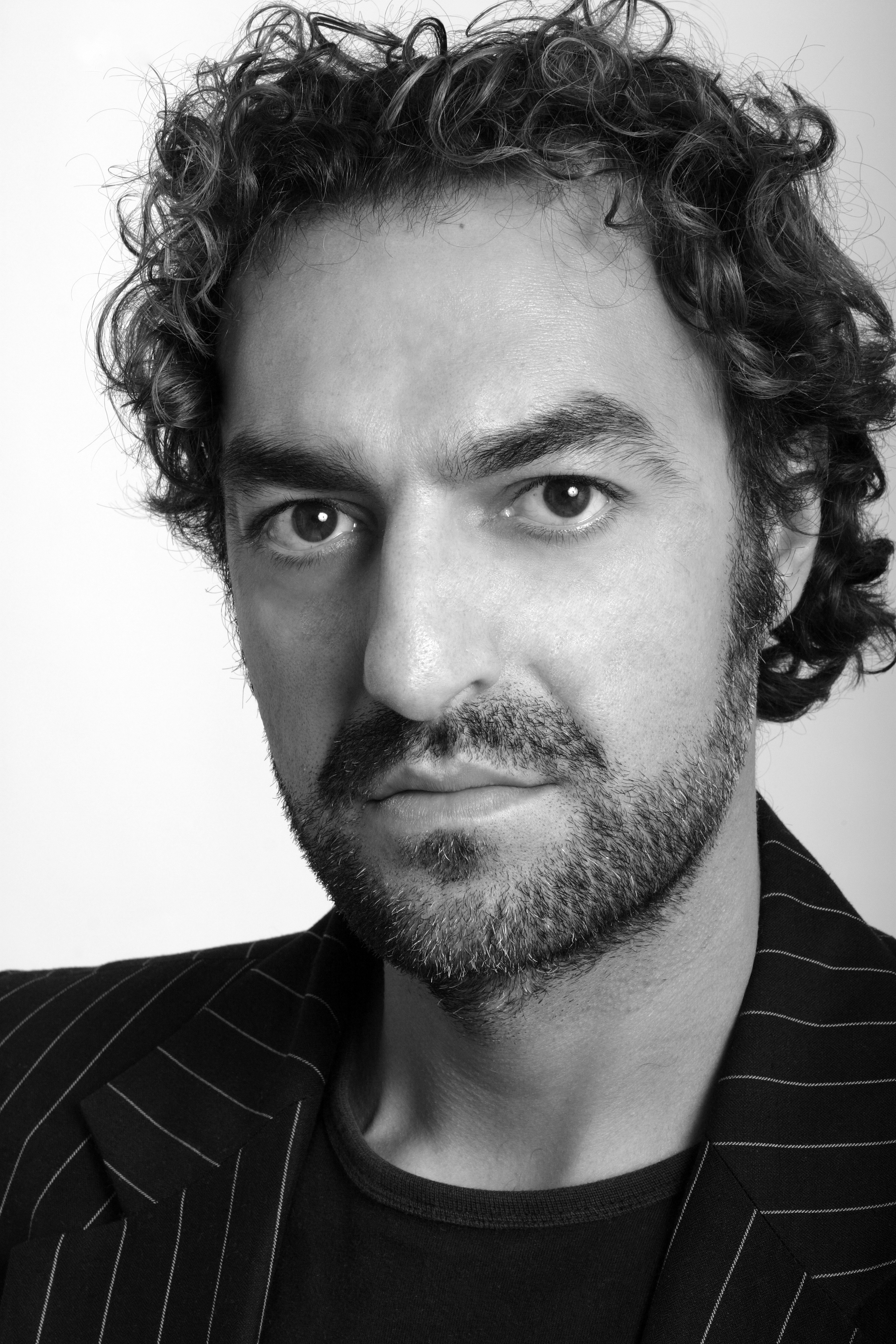

후안 카를로스 벨리도(Juan Carlos Vellido, 1968년 3월 18일~)는 스페인의 배우, 텔레비전 배우이다.
바르셀로나에서 태어났다.

## 영화
- 굿 울프, 뷰티풀 위치(2015년)
- 스콜피온 인 러브(2013년) - 프란치스코 역
- 알파: 바르셀로나마피아(2013년) - 톰 역
- 투와이스 본(2012년)
- 캐리비안의 해적: 낯선 조류(2011년) - 스패니쉬 캡틴 역
- 네온 플레쉬(2010년)
- 캠퍼스 킬러(2008년)
- 체 게바라: 2부 게릴라(2008년)
- 살바도르(2006년)
- 갓 이즈 온 에어(2002년)